# Евгения Пеева
Евгения Константинова Пеева-Кирова (р. 1986) е български образователен мениджър, заместник-министър на образованието от май до септември 2021 г.

## Биография

### Образование
Завършва бакалавър по „икономика, политология и социология“ в Харвардския университет и известно време живее в Белгия.
Има магистратура по образователен мениджмънт от Пловдивския университет „Паисий Хилендарски“.

### Кариера
Като студент основава Фондация „Стъпка за България“.
След завършването си работи като консултант по бизнес развитие в международната консултантска компания McKinsey & Co.
От 2010 до 2019 г. е изпълнителен директор на Заедно в час, организация привличаща нови хора към учителската професия.
От май до септември 2021 г. е заместник-министър на образованието в правителството на Стефан Янев. След нея длъжността заемат Константин Хаджииванов и Ваня Стойнева.
През 2023 г. е изпълнителен директор на гимназията „СофтУни БУДИТЕЛ“.

## Признание
- 2012 г.: 65-то място в „100-те най-влиятелни жени“ (от вестник Капитал).[1]
- 2012 г.: „Жена на годината“ в категория Общество.[6]
- 2013 г.: „40 до 40“ (от „Дарик“ радио).[2]
- 2013 г.: „30 под 30“ на „Форбс България“.[4][13]
- 2018 г.: „млад мениджър на годината“ (от фондация „Еврика“), първата година (след 28 години), в която наградата получава лидер в неправителствена организация.[14][4]
- Жена на годината на списание Грация, във финалната селекция на класациите New Europe 100 list[13] на Res Publica, The Visegrad Fund и Financial Times.[4]